# Borsa de Shanghai
La Borsa de Shanghai (SSE) és una borsa amb seu a la ciutat de Shanghai, Xina. És una de les dues borses que operen de manera independent a la Xina continental, i l'altra és la Borsa de Shenzhen. La Borsa de Shanghai és el quart mercat borsari més gran del món per capitalització borsària a 4,0 bilions de dòlars dels EUA al novembre de 2018. A diferència de la Borsa de Hong Kong, la de Shanghai encara no està completament oberta a inversors estrangers i sovint es veu afectada per les decisions del govern central, a causa dels controls de capital exercits per les autoritats de la Xina continental.
El canvi actual es va restablir el 26 de novembre de 1990 i estava en funcionament el 19 de desembre del mateix any. És una organització sense ànim de lucre administrada directament per la Comissió Reguladora de Valors de la Xina (CSRC).
El Shanghai Clearing House ofereix seguretat als participants en el mercat financer i proposa un desenvolupament eficient de serveis de compensació, però també condueix a la comunicació i cooperació entre organismes internacionals. Proporciona compensació central de moneda estrangera en contraparts al mercat interbancari, inclosa compensació, liquidació, gestió de marges, gestió de garanties, serveis d'informació, serveis de consultoria i departament de gestió relacionat amb altres negocis.